# El Lissitzky
El Lissitzky, pseudonimo di Lazar' (o Eliezer) Markovič Lisickij - in russo Лазарь Маркович Лисицкий?  - (Počinok, 23 novembre 1890 – Mosca, 30 dicembre 1941), è stato un pittore, fotografo, tipografo, architetto e grafico russo.
Esponente dell'avanguardia russa, aderì dapprima alla corrente del suprematismo, con l'amico Kazimir Malevič. Famosi sono i suoi quadri denominati proun.
Successivamente, insieme ad Aleksandr Rodčenko, si diede alla sperimentazione, unendosi al movimento costruttivista. Adoperò le tecniche del fotomontaggio e del collage, molto spesso a scopo propagandistico. Lavorò a pubblicità e manifesti divulgativi per l'Unione Sovietica durante gli anni dei conflitti mondiali.
Nel 1921 si recò a Berlino come ambasciatore della cultura dell'URSS nella Germania. Durante quel soggiorno El Lissitzky si dedicò alla grafica; a Berlino, inoltre, ebbe modo di frequentare diversi artisti, fra i quali Kurt Schwitters, László Moholy-Nagy e Theo van Doesburg.

## Giovinezza
Lissitzky nacque il 23 novembre 1890 a Pochinok, piccola comunità ebrea nella provincia russa di Smolensk. Trascorse la sua fanciullezza a Vicebsk, città oggi appartenente alla Bielorussia; già da piccolo iniziò a delinearsi il suo gusto per il disegno, che venne poi sviluppato all'età di 13 anni, quando frequentò le lezioni del maestro Yehuda Pen. Sotto questi influssi, tentò di accedere alla prestigiosa accademia d'arte di San Pietroburgo, ma invano: nonostante le sue eccezionali doti, fu infatti rifiutato, a causa dalla politica adottata dal regime zarista che faceva entrare solo un ridottissimo numero di ebrei nelle università russe.
Similmente a molti ebrei suoi contemporanei, andò a studiare in Germania, precisamente a Darmstadt, dove si dedicò all'apprendimento dell'ingegneria. Come affermò egli stesso, Lissitzky nel novembre del 1912 si ritrovò a «vagabondare per l'Europa»: fece affrettatamente sosta a Parigi, per poi spingersi fino in Italia, dove si ravvivò in lui l'amore per i paesaggi e l'architettura. La sua arte penetrò fra il pubblico per la prima volta nel 1912, quando alcune sue opere vennero esposte in una mostra organizzata dall'Unione degli Artisti di San Pietroburgo. Rimase in Germania fino allo scoppio della prima guerra mondiale, quando, dopo un lungo giro attraverso la Svizzera ed i Balcani, fece ritorno in Russia, insieme ad altri compagni russi emigrati, fra cui Vasilij Kandinskij e Marc Chagall.
Giunto a Mosca, Lissitzky poté iscriversi all'Università tecnica di Riga, spostata nella capitale russa a causa del conflitto, e qui stette a fianco di architetti quali Boris Velikovsky e Roman Klein. In questi anni, l'artista si segnalò nello studio delle culture ebraiche che, dopo il crollo del regime zarista (apertamente antisemita), stava attraversando una fase di grande splendore. In questo periodo, infatti, Lissitzky cooperò molto con gli artisti ebrei locali, si recò a Mahilyow per studiare lo stile architettonico delle sinagoghe, ed illustrò molti libri yiddish per ragazzi. Si trattava della primissima esperienza di Lissitzky nelle arti grafiche, ambito nel quale avrà poi molto successo durante la sua carriera artistica.

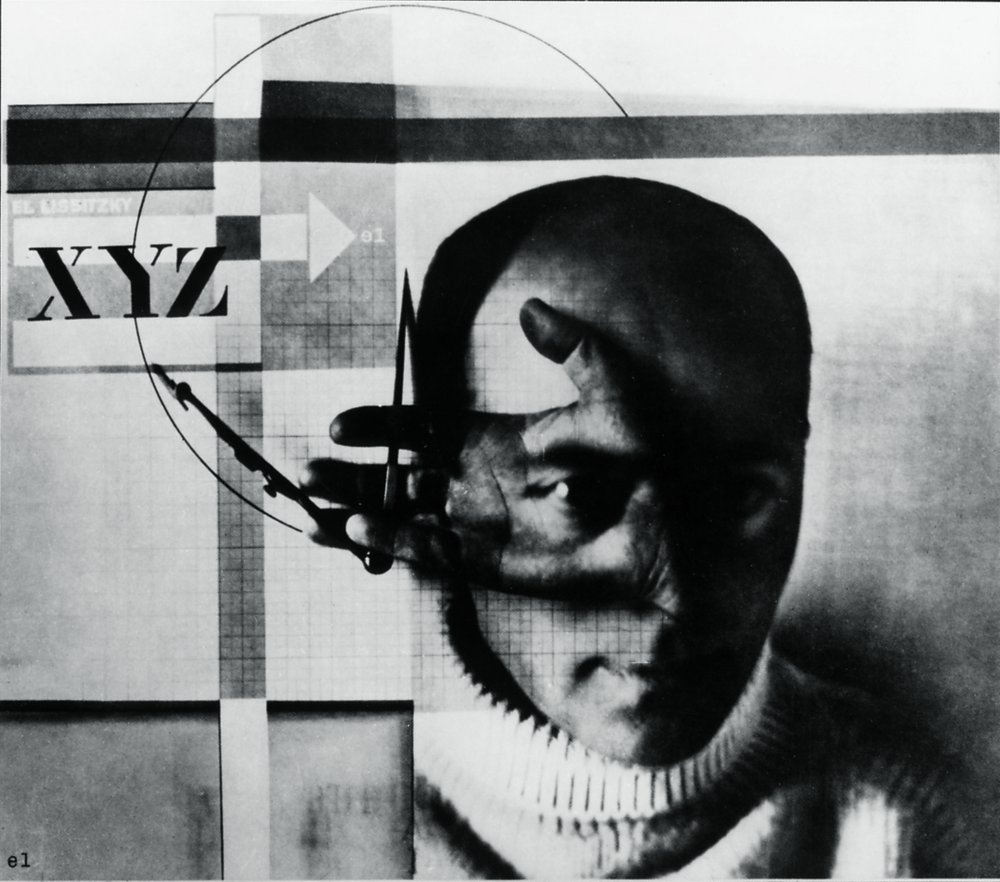
El Lissitzky, Il costruttore: autoritratto realizzato nel 1924

Le sue illustrazioni vennero radunate nell'opera Sihas hulin: Eyne fun di geshikhten (Una conversazione quotidiana), dove le affiancò con delle lettere in lingua ebrea, dal sapore Art Nouveau. Il suo scritto successivo fu Had gadya (Una capra), dove descrisse accuratamente uno stile tipografico che farà ritorno in molte sue opere successive. Molto interessante è l'ultima pagina di Had gadya, dove viene raffigurata la mano divina nell'atto di trucidare l'Angelo della Morte, contraddistinto da una corona zarista sul capo. Quella della mano divina si trattò in effetti di un vero e proprio motivo ricorrente nelle opere di Lissitzky; il riscontro più celebre si ha nel 1924, con il suo iconico autoritratto Il costruttore, dove la mano riveste un ruolo del tutto prominente.

## Avanguardia

### Suprematismo
Nel maggio 1919 Lissitzky fece ritorno a Vitebsk, invitato da Marc Chagall che gli offrì la cattedra di Architettura ed Arti Visive, presso il Vitebsk Popular Art Institute. In questa scuola d'arte, fondata da Chagall stesso nel 1918, El realizzò numerosissimi manifesti a scopo propagandistico, a fianco di prestigiosi artisti, fra cui Yehuda Pen, il suo vecchio maestro, e Kazimir Malevič. Fu proprio Malevič, annoverato tra le principali figure della vita artistica russa di inizio Novecento, la principale fonte d'ispirazione per El Lissitzky, che rimase affascinato dall'avanguardia artistica da lui fondata, il Suprematismo. Questo movimento mirava alla semplificazione degli elementi figurativi, che non venivano più raffigurati come immagini riconoscibili bensì come una pura combinazione di forme geometriche, delle realtà che erano sì astratte, ma «non meno significative delle realtà della natura». Chagall era invece cantore di ideali più classici, e quindi Lissitzky (che gli era comunque devoto) si trovò combattuto tra due correnti artistiche divergenti; l'artista avrebbe poi fatto proprio il Suprematismo di Malevich.

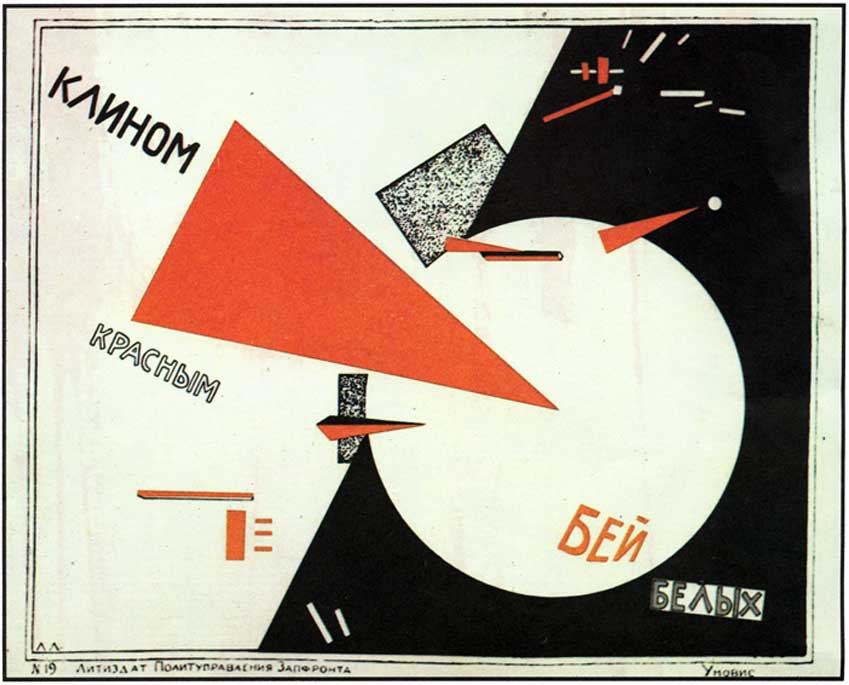
Spezza i Bianchi col cuneo rosso, 1919.

A questo punto Lissitzky aderì completamente al modello suprematista e, sotto la guida di Malevič, ne contribuì allo sviluppo. La componente politica dell’arte di Lissitskij è evidente nel celebre manifesto costruttivista “Spezza i bianchi col cuneo rosso”, del 1919, dove la lettura dell’opera offre una doppia interpretazione: sul piano formale assistiamo a una sorta di “lotta” fra l'acuminato triangolo rosso (simbolo di energia e vitalità) che, intersecandolo, spezza la continuità di un cerchio ("figura indifferente e molliccia"), generando una sorta di “esplosione” che sparpaglia vari frammenti tutt’attorno; sul piano politico, invece, si coglie facilmente l’allusione alla guerra interna che si svolgeva nel dopoguerra fra i “bianchi” (i controrivoluzionari menscevichi) e i “rossi” (i rivoluzionari bolscevichi). La battaglia fra le due fazioni vede qui la vittoria dei rossi sui bianchi, e la campitura nera nella quale è inglobato il cerchio può dunque essere interpretato come un residuo di fedeltà allo Zar, che include, appunto, i menscevichi, ma è destinato a scorrere lateralmente fuori campo, spinta dall’urto del cuneo rosso.
Il 17 gennaio 1920 Malevič e Lissitzky fondarono Molposnovis (Giovani Sostenitori della Nuova Arte), un'associazione di studenti e professori che si proponeva di esplorare nuove possibilità artistiche. Con l'impulso specialmente di Malevič, il gruppo venne poi ribattezzato UNOVIS (Utverditeli Novogo Iskusstva, «Campioni della nuova arte») il febbraio dello stesso anno. L'organizzazione, che si sarebbe poi sciolta nel 1922, esaltava la propria adesione al Suprematismo, introducendo i suoi ideali alla società russa, e affiancandosi al regime sovietico nella produzione di manifesti, pitture monumentali e qualsiasi forma di arte che potesse esaltare la patria. Lissitzky era uno dei membri più autorevoli, tanto che fu proprio sotto gli influssi dell'UNOVIS che divenne noto come uno degli esponenti più poliedrici dell'Avanguardi a russa.

### Proun
Durante questi anni, Lissitzky iniziò a sviluppare la propria identità artistico-suprematista: è in questo periodo, infatti, che realizzò una serie di quadri astratti e geometrici, che lui battezzò «proun» (da pronunciarsi pro-oon). Il significato intimo dei proun non è mai stato rivelato: si sa solo che sono delle «stazioni di transito dalla pittura all'architettura sulla via costruttiva della nuova configurazione», come ebbe modo di affermare lo stesso Lissitzky.
I proun sono da intendersi come un'interpretazione di Lissitzky del Suprematismo. Quest'ultimi sono fatti di astrazione, assi multipli, e multiple prospettive; erano elementi insoliti nel Suprematismo, che trovava espressione principalmente in quadri e litografie bidimensionali, ma diffusissimi nelle sculture 3D di Lissitzky.
(Lissitzky nel 1922)
La simbologia ebrea trova un diffuso riscontro nei proun, le cui tipografie spesso e volentieri fanno uso delle lettere dell'alfabeto ebraico: ciò succede, per esempio, in Arba'ah Teyashim (Quattro Caproni) ed in Shifs-Karta (Biglietto del Passeggero).

### Ritorno in Germania
Nel 1921, in concomitanza con il declino dell'UNOVIS, il Suprematismo andò dividendosi in due filoni ideologicamente opposti: il primo era a favore di un'arte di matrice utopica, spirituale, mentre il secondo indicava il criterio dell'arte nell'utile, in tutto quello che potesse servire concretamente la società. Lissitzky, che non si allineò né con l'una né con l'altra di queste due fazioni, lasciò Vitebsk nel 1921. Si stabilì quindi a Berlino, in veste di ambasciatore della cultura dell'URSS nella Germania. Durante il soggiorno tedesco, l'artista si dedicò essenzialmente alla grafica e alla scrittura: con la collaborazione di Il'ja Grigor'evič Ėrenburg, attuò il progetto di un periodico, il Veshch-Gegenstand. La rivista, che era trilingue - veniva infatti pubblicata in tedesco, francese e russo - si proponeva di dare maggior rilievo al nuovo Suprematismo ed al Costruttivismo. Nel primo numero, Lissitzky scrisse:

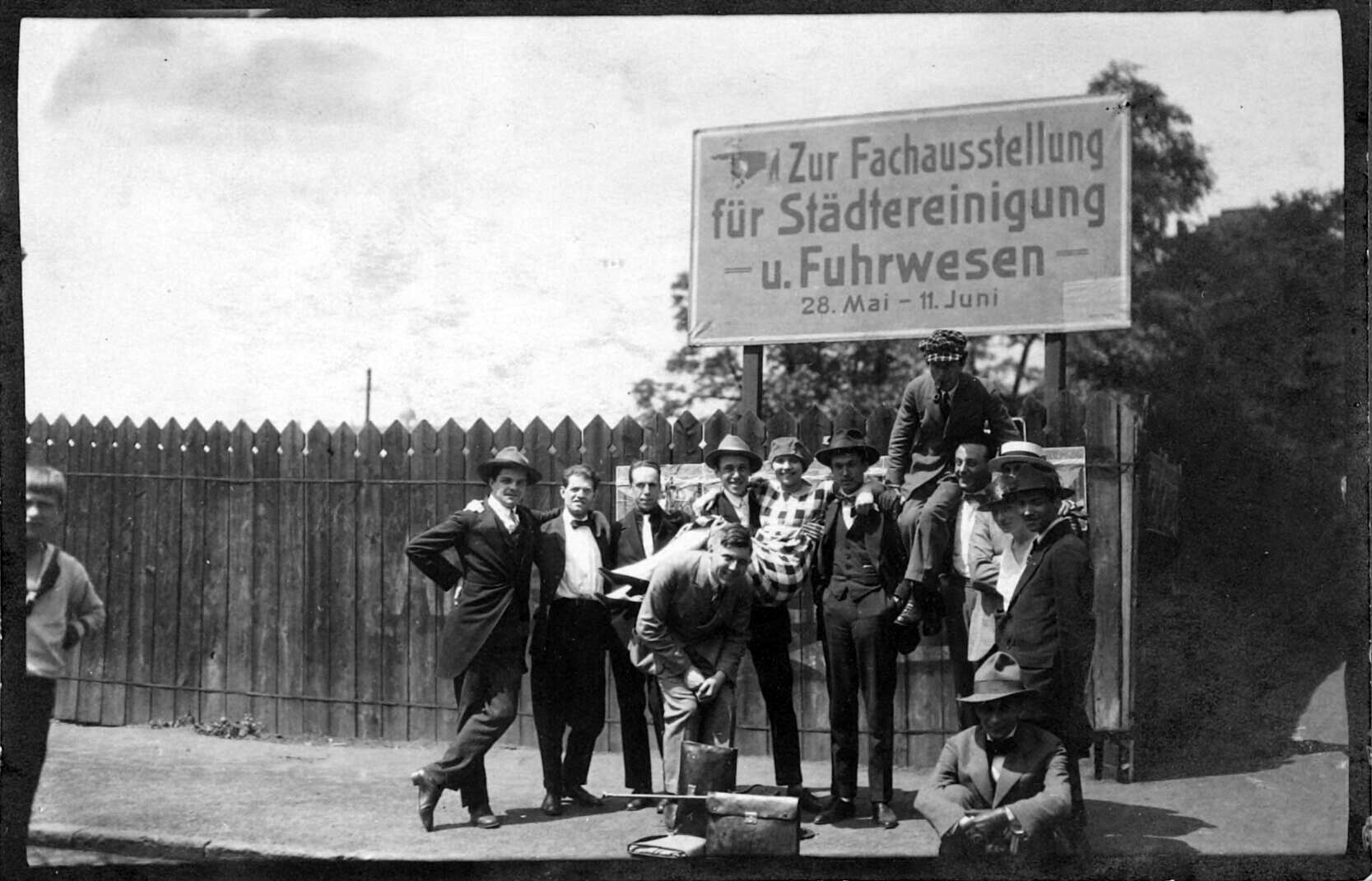
Primo congresso internazionale di artisti progressisti, maggio 1922; Lissitzky è il nono da sinistra

A Berlino El ebbe modo anche di sperimentare nuove tecniche tipografiche, e di redigere nuove opere, tra cui Dlja Golosa (Per la Voce), una collezione di poesie di Vladimir Majakovskij, e Die Kunstismen (Gli Artisti),  edito con Jean Arp. In effetti, Lissitzky nella capitale tedesca ebbe modo di stringere importanti amicizie: oltre al succitato Arp, frequentò artisti come Kurt Schwitters, László Moholy-Nagy, e Theo van Doesburg. Frutto dell'amicizia con Schwitters e van Doesburg è una seconda serie di proun, pubblicata ad Hannover nel 1923, che riscosse un successo furioso; Nasci (un numero della rivista dadaista Merz), e infine la sua prima mostra personale, presso la Kestnergesellschaft. Proprio nella prestigiosa pinacoteca di Hannover incontrò Sophie Kuppers, vedova di uno dei direttori, con la quale Lissitzky si unì in matrimonio nel 1927.

### Grattacieli orizzontali: iWolkenbügel

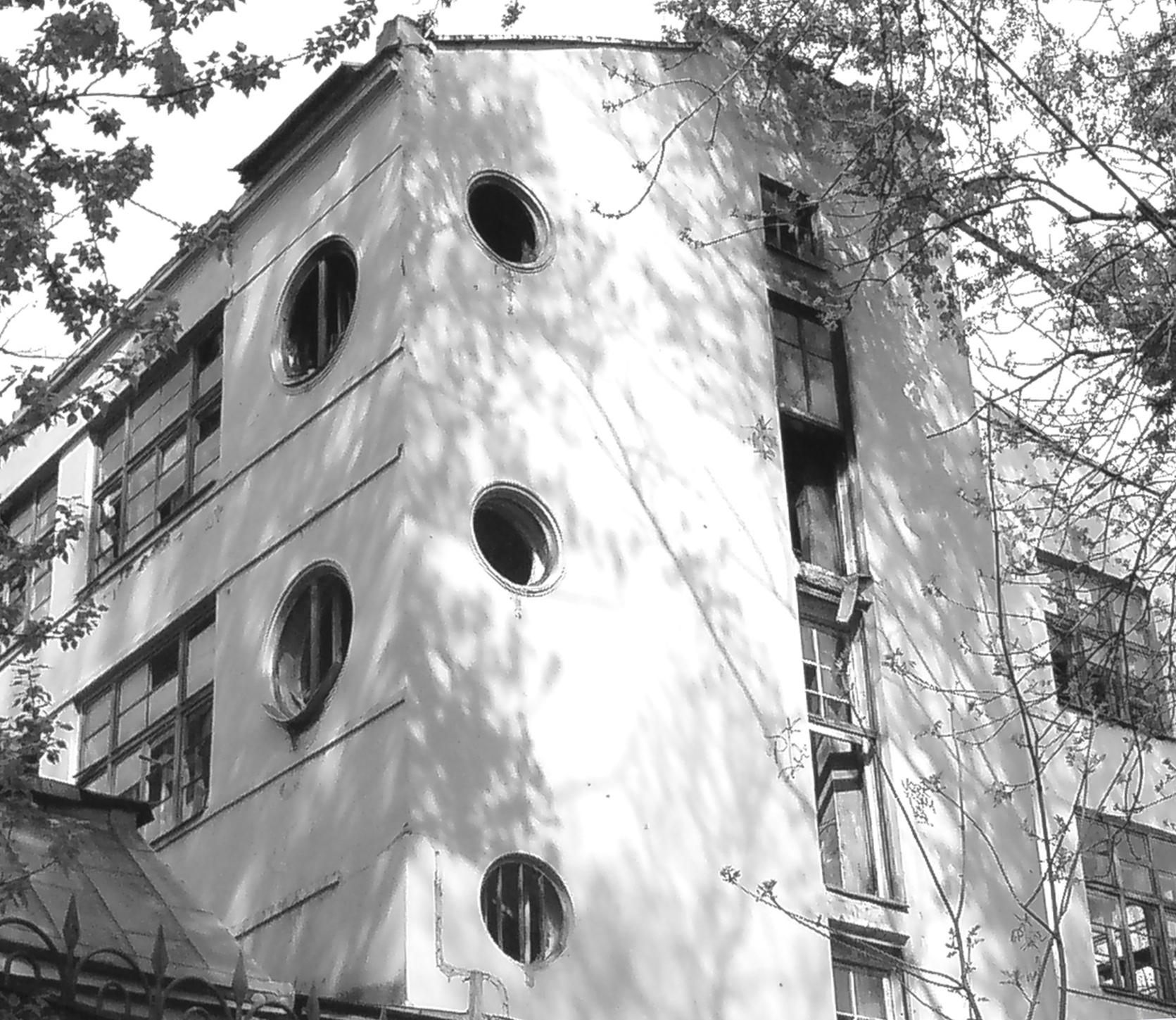
La tipografia progettata da El Lissitzky; la foto raffigura una delle poche parti della struttura non interessate dall'incendio del 2008

Tra il 1923 ed il 1925, Lissitzky accarezzò l'idea di costruire a Mosca un cluster di grattacieli orizzontali (Wolkenbügel, "Appendinuvole"). Il progetto prevedeva la costruzione di otto enormi strutture a sviluppo orizzontale che, sospese ciascuna su tre alti piloni, di base minima (10×16 m) si elevavano a 50 metri dal piano di calpestio; Lissitzky intendeva collocare i propri Wolkenbügel a corona del centro storico di Mosca, presso i maggiori tronchi di penetrazione urbana, intendendoli quindi come moderne porte d'accesso alla città. Egli, tra l'altro, giustificava quest'utopia affermando che, in quanto l'essere umano non vola, bensì cammina, in modo analogo muoversi orizzontalmente è naturale, mentre farlo in verticale non lo è. Secondo Lissitzky, innegabili erano anche i vantaggi tecnici: in questo modo, infatti, venivano garantiti una ventilazione maggiore, ed un'assegnazione egualitaria dei piani migliori.
Il progetto dei grattacieli orizzontali colpì nel profondo l'architetto Adolf Behne, che decise di inserirlo nella copertina del proprio magnum opus letterario, Der moderne Zweckbau; lo stesso Lissitzky ne parlò in alcuni suoi articoli, pubblicati poi nella rivista d'architettura ASNOVA News  e in Das Kunstblatt.
Ciononostante, i Wolkenbügel non vennero mai realizzati. L'unica testimonianza del Lissitzky architetto è un edificio a Mosca, ubicato al numero 1 di Samotechny Lane: si trattava di una tipografia, commissionata nel 1932 dalla rivista Ogonëk. Successivamente abbandonato, l'edificio venne poi interessato nell'ottobre 2008 da un violento e vasto incendio, che provocò la distruzione della quasi totalità degli ambienti.

## Mostre degli anni venti

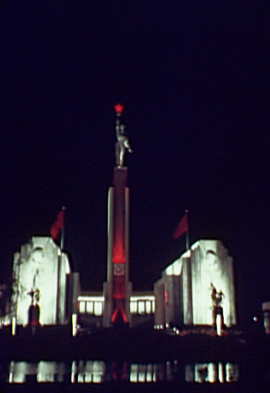
Padiglione dell'USSR all'Expo 1939 di New York

Dopo due anni di duro lavoro, la salute di Lissitzky iniziò a declinare, tanto che iniziò ad essere afflitto da una polmonite nell'ottobre 1923. Poche settimane dopo gli fu diagnosticata una tubercolosi polmonare, e nel febbraio 1924 fu ricoverato in un sanatorio svizzero di Locarno. Il germe della degenza non intaccò la sua energia creativa, tanto che produsse materiale pubblicitario per le Industrie Pelikan, che in cambio gli pagarono la degenza, tradusse in tedesco le opere di Malevič, e addirittura mise alla prova nuove tecniche tipografiche e fotografiche. Nel 1925, quando gli venne comunicato il rifiuto del governo svizzero di rinnovargli il permesso di soggiorno, Lissitzky fece ritorno a Mosca e riprese ad insegnare architettura, design, e lavorazione dei metalli alla Vchutemas (Laboratori Statali Superiori di Arte e Tecnica), carica che egli tenne fino al 1930. Abbandonò quasi definitivamente la pittura, compresi i tanto amati proun, per concentrarsi su progetti tipografici e sull'allestimento di mostre.
Nel giugno del 1926, Lissitzky si recò nuovamente in Germania, dove organizzò varie mostre, a Dresda ed a Hannover, e riprese il concetto dei Wolkenbügel insieme a Mart Stam, che ne propose una variante con sostegni inclinati. Nella sua autobiografia (scritta nel giugno 1941, la moglie poi ne curò la pubblicazione) scrisse: «1926. Qui inizia il mio più importante lavoro come artista: l'allestimento di mostre».
Ritornato in Russia, Lissitzky si vide affidare l'allestimento dei padiglioni sovietici delle più importanti esposizioni, fra cui l'Expo 1939, tenutosi a New York, e la Mostra internazionale della Stampa, a Colonia. Proprio quest'ultimo conobbe una vasta popolarità: Lissitzky in effetti usò pochissimo oggetti cartacei, facendo invece ricorso a cinegiornali propagandistici, ed immagini in movimento (l'archetipo delle moderne animazioni). Per questi motivi, tale padiglione trovò il favore dei critici: «tutto si muove, ruota, tutto è dotato di energia», dissero in merito (in russo: всё движется, заводится, электрифицируется).
Oltre all'allestimento di padiglioni, in questi anni Lissitzky si segnalò anche nella stampa; innovò radicalmente la tipografia ed il fotomontaggio, due tecnologie delle quali era un fervente adepto. Interessante è il fotomontaggio che realizzò per esaltare la nascita del primo figlio, Jen, venuto alla luce nel 1930. Molto velato, seppur presente, è qui il messaggio propagandistico; la figura di Jen, infatti, è collocata sull'immagine di una ciminiera, quasi a voler allacciare il futuro del pargolo con il progresso industriale del paese. In questo periodo incrementò anche il suo interesse per i libri, ambito che successivamente pure diede i propri proseliti.
(El Lissitzky)

## Ultimi anni
Nell'aprile 1932, Stalin sciolse le associazioni artistiche indipendenti: di conseguenza, gli artisti d'Avanguardia di un tempo dovettero adeguarsi al nuovo clima politico, per non venir pubblicamente criticati, o addirittura messi in proscrizione. Nonostante questi influssi, Lissitzky conservò la propria reputazione, ormai solida; tuttavia, la sua decadenza fisica era ormai inesorabile, tanto che la tubercolosi aveva ormai limitato quasi in toto le sue abilità motorie, motivo per cui incominciò ad essere dipendente dalla coniuge.
Nonostante l'accrescimento delle sofferenze fisiche, El si accinse comunque a curare USSR im Bau (USSR in costruzione), una rivista di stampo propagandistico edita in quattro lingue (russo, tedesco, inglese e francese). Si occupò nel 1937 della Esibizione Agricola Russa, e gli venne commissionata pure la costruzione del padiglione sovietico all'Esposizione internazionale di Belgrado, nel 1940, che però non venne realizzato a causa del perdurare della seconda guerra mondiale.
Nonostante le malattie si facessero sempre più gravi, Lissitzky accettò un ultimo incarico, iniziando la produzione di propaganda bellica antinazista, che però venne interrotta a causa del tracollo fisico. El Lissitzky morì infine il 30 dicembre 1941, a Mosca.